# Погорілий Сергій Петрович
Сергі́й Петро́вич Погорі́лий (нар. 28 липня 1986, Київ) — український футболіст, воротар.

## Клубна кар'єра
Вихованець київського футболу, у ДЮФЛ виступав за дитячо-юнацьку школу «Динамо» та команду «Зміна-Оболонь».
Улітку 2003 року був другим воротарем команди «Красилів-Оболонь», проте жодного разу на поле не вийшов (6 ігор перебував у запасі).

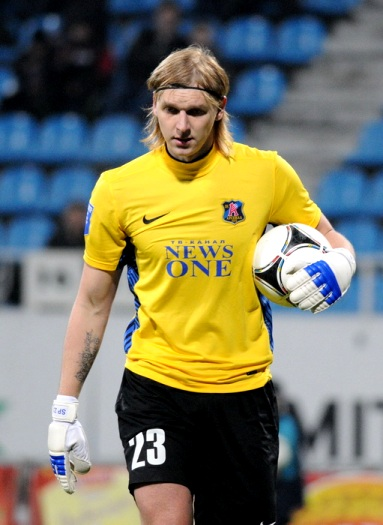
Погорілий під час виступів за «Арсенал». 2012 рік.

На початку 2004 року перейшов до київської «Оболоні», де виступав у складі другої команди клубу в другій лізі.
На початку 2007 року перейшов до київського ЦСКА, а ще за півроку — до столичного «Арсенала», у якому здебільшого захищав ворота команди дублерів.
У вищій лізі чемпіонату України дебютував 12 грудня 2009 року у грі «Арсенала» проти одеського «Чорноморця».
З початку весняної частини сезону 2010-11 став незмінним основним голкіпером команди і за підсумками сезону 2011—2012 допоміг команді вперше в історії вийти до єврокубків.
Однак улітку 2012 року на правах вільного агента перейшов до сімферопольської «Таврії», підписавши трирічний контракт.
У липні 2016 року став гравцем норвезького клубу «Буде-Глімт».
5 лютого 2018 року підписав контракт з харківським «Геліосом».
Згодом грав у грузинському клубі «Самтредіа». На початку 2020 року заявлився у складі аматорського клубу «Джуніорс» із села Шпитьки, а у 2022 році став гравцем аматорського «Штурма» з Іванкова.

## Статистика виступів
Станом на 20 серпня 2012 року.
| Сезон     | Клуб               | Ліга         | Чемпіонат | Чемпіонат | Кубок | Кубок |
| Сезон     | Клуб               | Ліга         | Ігри      | Голи      | Ігри  | Голи  |
| --------- | ------------------ | ------------ | --------- | --------- | ----- | ----- |
| 2003—2004 | «Оболонь-2» (Київ) | Друга ліга   | 1         | −2        | 0     | 0     |
| 2004—2005 | «Оболонь-2» (Київ) | Друга ліга   | 10        | −24       | 0     | 0     |
| 2005—2006 | «Оболонь-2» (Київ) | Друга ліга   | 5         | −13       | 0     | 0     |
| 2006—2007 | «Оболонь-2» (Київ) | Друга ліга   | 11        | −19       | 0     | 0     |
| 2006—2007 | ЦСКА (Київ)        | Перша ліга   | 8         | −12       | 0     | 0     |
| 2007—2008 | «Арсенал» (Київ)   | Вища ліга    | 0         | 0         | 0     | 0     |
| 2008—2009 | «Арсенал» (Київ)   | Прем'єр-ліга | 0         | 0         | 0     | 0     |
| 2009—2010 | «Арсенал» (Київ)   | Прем'єр-ліга | 2         | 0         | 0     | 0     |
| 2010—2011 | «Арсенал» (Київ)   | Прем'єр-ліга | 18        | −23       | 1     | −2    |
| 2011—2012 | «Арсенал» (Київ)   | Прем'єр-ліга | 18        | −16       | 0     | 0     |
| 2012—2013 | «Таврія»           | Прем'єр-ліга | 3         | −3        | 0     | 0     |